# E11
|  | No s'ha de confondre amb E011. |

La ruta europea E11 és una carretera que forma part de la Xarxa de carreteres europees. Comença a Vierzon i finalitza a Béziers (França). Té una longitud de 600 km. L'E11 connecta Vierzon amb Montpeller. Utilitza el traçament de les autopistes l'A71 / l'A75 i la carretera estatal 9 a Pézenas i passa pel viaducte de Millau a uns 270 metres d'altura. Creua les rutes E09, E62, E15 i E80.